# Myrtle (Minnesota)
Pour les articles homonymes, voir Myrtle.
Myrtle est une ville américaine située dans le Comté de Freeborn, dans le Minnesota. Selon le recensement de 2010, sa population est de 48 habitants.